# Высокушинское сельское поселение
Высокушинское се́льское поселе́ние— упразднённое в 2013 году муниципальное образование Краснохолмского района Тверской области.
Высокушинское сельское поселение было образовано в соответствии с законом Тверской области от 28 февраля 2005 г. № 32-ЗО. Включило в себя территории Высокушинского и Скоросовского сельских округов.
Центр поселения — деревня Высокуша.
Законом Тверской области от 28 марта 2013 года № 17-ЗО Барбинское сельское поселение, Высокушинское сельское поселение и Большерагозинское сельское поселение были преобразованы путём объединения во вновь образованное муниципальное образование Барбинское сельское поселение Краснохолмского района Тверской области. Центр поселения — деревня Барбино.

## География
- Общая площадь: 172,9 км²
- Нахождение: западная часть Краснохолмского района.

Главная река — Могоча.

## Экономика
Основные хозяйства: колхозы «Гигант», «Красное Поле» и «Крейсер Аврора».

## Население
По переписи 2002 года — 1120 человек (627 в Высокушинском и 493 в Скоросовском сельском округе), на 01.01.2008 — 1017 человек.

## Населенные пункты
На территории поселения находятся следующие населённые пункты:
| №  | Тип нп | Название   | Население (2008 год) |
| -- | ------ | ---------- | -------------------- |
| 1  | дер.   | Бабино     | 30                   |
| 2  | дер.   | Бибирево   | 9                    |
| 3  | дер.   | Высокуша   | 176                  |
| 4  | дер.   | Ведерница  | 21                   |
| 5  | дер.   | Васюнино   | 164                  |
| 6  | дер.   | Григорово  | 18                   |
| 7  | дер.   | Григорково | 4                    |
| 8  | дер.   | Глумиха    | 0                    |
| 9  | дер.   | Деревково  | 10                   |
| 10 | дер.   | Завидово   | 12                   |
| 11 | дер.   | Кочерово   | 7                    |
| 12 | дер.   | Кесово     | 56                   |
| 13 | дер.   | Лобнево    | 28                   |
| 14 | дер.   | Морозово   | 17                   |
| 15 | дер.   | Медведево  | 7                    |
| 16 | дер.   | Мокравицы  | 20                   |
| 17 | дер.   | Плишкино   | 36                   |
| 18 | дер.   | Пальниково | 10                   |
| 19 | дер.   | Полежаиха  | 18                   |
| 20 | дер.   | Петелино   | 2                    |
| 21 | дер.   | Путилово   | 36                   |
| 22 | дер.   | Скоросово  | 81                   |
| 23 | дер.   | Слудново   | 201                  |
| 24 | дер.   | Фоминка    | 3                    |
| 25 | дер.   | Холмцы     | 35                   |
| 26 | дер.   | Хвалеево   | 16                   |

### Бывшие населенные пункты
В 1997 году исключены из учетных данных деревни Губачево, Демкино, Исаково, Каликино, Татариново.

## История
В XII—XVII вв. территория поселения входила в Бежецкий Верх Новгородской земли.

С XVIII века территория поселения входила:
- в 1708—1727 гг. в Санкт-Петербургскую (Ингерманляндскую 1708—1710 гг.) губернию, Углицкую провинцию,
- в 1727—1775 гг. в Московскую губернию, Углицкую провинцию,
  - в 1766 г. Бежецкий Верх переименован в Бежецкий уезд,
- в 1775—1796 гг. в Тверское наместничество, Краснохолмский уезд,
- в 1796—1918 гг. в Тверскую губернию, Бежецкий и (северо-восточная часть с 1803 года) Весьегонский уезды,
- в 1918—1921 гг. в Тверскую губернию, Краснохолмский уезд,
- в 1921—1923 гг. в Рыбинскую губернию, Краснохолмский уезд,
- в 1923—1924 гг. в Тверскую губернию, Краснохолмский уезд,
- в 1924—1929 гг. в Тверскую губернию, Бежецкий уезд,
- в 1929—1935 гг. в Московскую область, Краснохолмский район,
- в 1935—1990 гг. в Калининскую область, Краснохолмский район,
- в 1990—2013 гг. в Тверскую область, Краснохолмский район.

В XIX — начале XX века деревни поселения относились к Сулежской волости Бежецкого уезда и Путиловской волости Весьегонского уезда.
В 1940-50-е годы на территории поселения существовали Скоросовский, Путиловский и Высокушинский сельсоветы Краснохолмского района Калининской области.

## Известные люди
В деревне Фоминка родился Герой Советского Союза Павел Павлович Дмитриев.